# Résolution 197 du Conseil de sécurité des Nations unies
Membres permanents
- Chine (Taïwan)
- États-Unis
- France
- Royaume-Uni
- URSS

Membres non permanents
- Bolivie
- Brésil
- Côte d'Ivoire
- Maroc
- Norvège
- Tchécoslovaquie

Résolution no 196 Résolution no 198
La Résolution 197 est une résolution du Conseil de sécurité de l'ONU votée le 30 octobre 1964 lors de sa 1161e séance concernant la république de Zambie et qui recommande à l'Assemblée générale des Nations unies d'admettre ce pays comme nouveau membre.

## Vote
La résolution est approuvée à l'unanimité.

## Contexte historique
Les premiers non-Africains à entrer dans le pays semblent avoir été les Portugais au XVIIIe siècle, suivis des commerçants arabes, le premier véritable explorateur de ces territoires étant David Livingstone à partir de 1851.

Initiée au Barotseland, la tutelle britannique, d'abord par l'intermédiaire de la British South Africa Company (BSAC), puis en 1924 sous le système du protectorat, s'étend à l'ensemble de la Zambie en lui fixant ses frontières actuelles, sous le nom de Zambézie du Nord puis Rhodésie du Nord.
La création de la Fédération de Rhodésie et du Nyassaland en 1953, dans le but de développer la région et de limiter les visées indépendantistes, échoue avec l'accès à l'indépendance du pays le 24 octobre 1964. Les premières élections portent Kenneth Kaunda et son parti l'UNIP au pouvoir, qu'il va garder jusqu'en 1991 de manière autoritaire. Depuis, le pays a retrouvé une relative stabilité démocratique.  (issu de l'article Zambie).
À la suite de cette résolution ce pays est admis à l'ONU le 1er décembre 1964,.

## Texte
- Résolution 197 Sur fr.wikisource.org
- Résolution 197 Sur en.wikisource.org